# 山田村 (兵庫県津名郡)
山田村（やまだむら）は、兵庫県津名郡にあった村。現在の淡路市の南西端にあたる。

## 地理
- 海洋：播磨灘
- 岬：明神崎、五斗崎
- 山岳：山王山、竜宝寺山
- 河川：山田川

## 歴史
- 1889年（明治22年）4月1日 - 町村制の施行により、山田村・草香村の区域をもって発足。
- 1956年（昭和31年）4月1日 - 一宮町に編入。同日山田村廃止。